# Impresja dokumentalna
Impresja dokumentalna (również impresja poetycka) – gatunek filmu dokumentalnego, zaliczany niekiedy w obręb filmu poetyckiego. Krótki film będący zapisem subiektywnych wrażeń i przeżyć, zrealizowany w stylu artystycznym bądź publicystycznym. Do przykładowych impresji dokumentalnych zaliczyć można: Deszcz (1929) Jorisa Ivensa, We mgle (1936) Stanisława Wohla oraz Spacerek staromiejski (1958) Andrzeja Munka.